# Мартін Віларрубі
Мартін Віларрубі (ісп. Martín Vilarrubí; нар. 2 вересня 1984) — колишній уругвайський тенісист.
Найвищу одиночну позицію світового рейтингу — 405 місце досяг 17 липня 2006, парну — 163 місце — 28 січня 2008 року.

## Титули на челленджерах

### Парний розряд: (3)
| Ранг | Рік  | Турнір                  | Покриття | Партнер           | Суперники                            | Рахунок          |
| ---- | ---- | ----------------------- | -------- | ----------------- | ------------------------------------ | ---------------- |
| 1.   | 2006 | Грамаду, Бразилія       | Тверде   | Франко Феррейро   | Марсело Мело Андре Са                | 6–2, 6–4         |
| 2.   | 2007 | Мілан, Італія           | Ґрунт    | Фабіо Коланджело  | Алессандро Да Коль Мануель Джоркуера | 6–72, 7–68, 10–8 |
| 3.   | 2007 | Фройденштадт, Німеччина | Ґрунт    | Марк Лопес Таррес | Мартін Сланар Павел Шнобел           | 6–2, 6–75, 10–5  |